# Rue Bellier-Dedouvre
La rue Bellier-Dedouvre est une voie du 13e arrondissement de Paris, en France.

## Situation et accès
La rue Bellier-Dedouvre est une voie publique située dans le 13e arrondissement de Paris. Elle débute au 61, rue de la Colonie, et après un coude, se termine au 25, rue Charles-Fourier.

## Origine du nom
Elle porte le nom d'Émile Bellier, propriétaire du lotissement traversé par la voie.

## Historique
La voie est ouverte et prend sa dénomination actuelle en 1927, puis est alignée, nivellée et classée le 9 juillet 1992.